# 今出川晴季
今出川 晴季（いまでがわ はるすえ）は、戦国時代から江戸時代前期にかけての公卿。今出川家12代。菊亭 晴季（きくてい はるすえ）としても知られる。
豊臣政権下における豊臣秀吉の急激な昇任や関白相論などによって混乱期にあった朝廷で秀吉に接近し有力者の一人となるも、秀次事件に連座して流罪に処される。後年に赦されて右大臣に復帰するがその後まもなくして退いた。

## 生涯

### 清華家
天文8年（1539年）、左大臣・今出川公彦の子として生まれる。初名は実維。
天文14年（1545年）、元服し、将軍・足利義晴からの偏諱を受けて晴季と改名する。
天文17年（1548年）、従三位に叙せられ、公卿に列する。
永禄3年（1560年）、子の武田信玄に甲斐国を追放され駿河国と京を行き来していた武田信虎の末女を娶った。
天正7年（1579年）内大臣。
天正13年（1585年）には従一位・右大臣にまで昇る。

### 豊臣政権下
織田信長亡き後、天下人となった羽柴秀吉は、はじめ征夷大将軍の官職を得ようとして足利義昭の猶子となる工作をしたものの義昭の拒否に遭い、将軍職を諦めていた。そこで秀吉に関白任官を持ちかけて朝廷との調整役を務めたのが晴季であった。
このほかにも秀吉の参内の際には有職故実に精通している身として指南役を務め上げるなどして当時最大の権力者であった秀吉に接近。秀吉もこれを利用し勧修寺晴豊・中山親綱らと共に「天奏之衆」（武家伝奏）として位置づけ、朝廷における自らの足がかりとした。以上の豊臣政権との密接な関係によって朝廷内で重きをなした。
しかし、対豊臣工作の一環として秀吉の甥にあたる次の関白・豊臣秀次に娘の一の台を嫁がせていたことが仇となった。文禄4年（1595年）8月に秀次が謀反の疑いをかけられて高野山に軟禁され、自害に追い込まれた後、一の台をはじめとする秀次の一族妻妾が処刑される。晴季もこれに連座して越後国に流罪となった。なお、秀次の死後に晴季父娘が関白家の財物を私的に流用した上に一の台が書状を焼却していたことが判明し、その中に謀反の証拠があったとみなされたとする説もある。
翌慶長元年（1596年）、赦されて帰京した。

### 晩年
慶長3年（1598年）に豊臣秀吉が亡くなると内大臣徳川家康以外に大臣が不在となったことによりにより朝廷の運営が混乱しはじめたため家康の推挙により復職することとなり、同年12月（1599年1月）には右大臣に還補する。
これ以降は名目上豊臣秀頼が跡を継いだ豊臣政権に見切りをつけて家康に接近する様子が見受けられ、最終的に慶長8年（1603年）正月に辞すまで右大臣の職に在った。
元和3年（1617年）3月28日、薨去。享年79。なお、菊亭家の家督については秀次事件の際に嫡男の季持が継承したが早世。季持の嫡男にあたる経季が継いでいた。

## 人物
- 有職故実に通じていた。細川幽斎に対して古今伝授を行ったことで知られる三条西実枝に師事したことが記録されており、後年松永貞徳が著した『載恩記』においては「此菊亭殿は、三光院殿（実枝）の御弟子、有職の方、天下にほまれ有て…」と賞賛されている[4][6]。
- 当時の和歌の第一人者であった里村紹巴に師事した[7]。

## 系譜
- 父：今出川公彦
- 母：不詳
- 妻：菊御料人（武田信虎の娘）
  - 男子：今出川季持（1575年 – 1596年）
  - 男子：日桓
  - 男子：長円
  - 女子：月祥院（一説には恵照院。矢島秀行[8]室）
  - 女子：一の台（豊臣秀次室）[9]
  - 女子：秋元修理亮室
  - 養子：堯円 - 実際は阿野道怡の子[10]